# سلطان العميمي

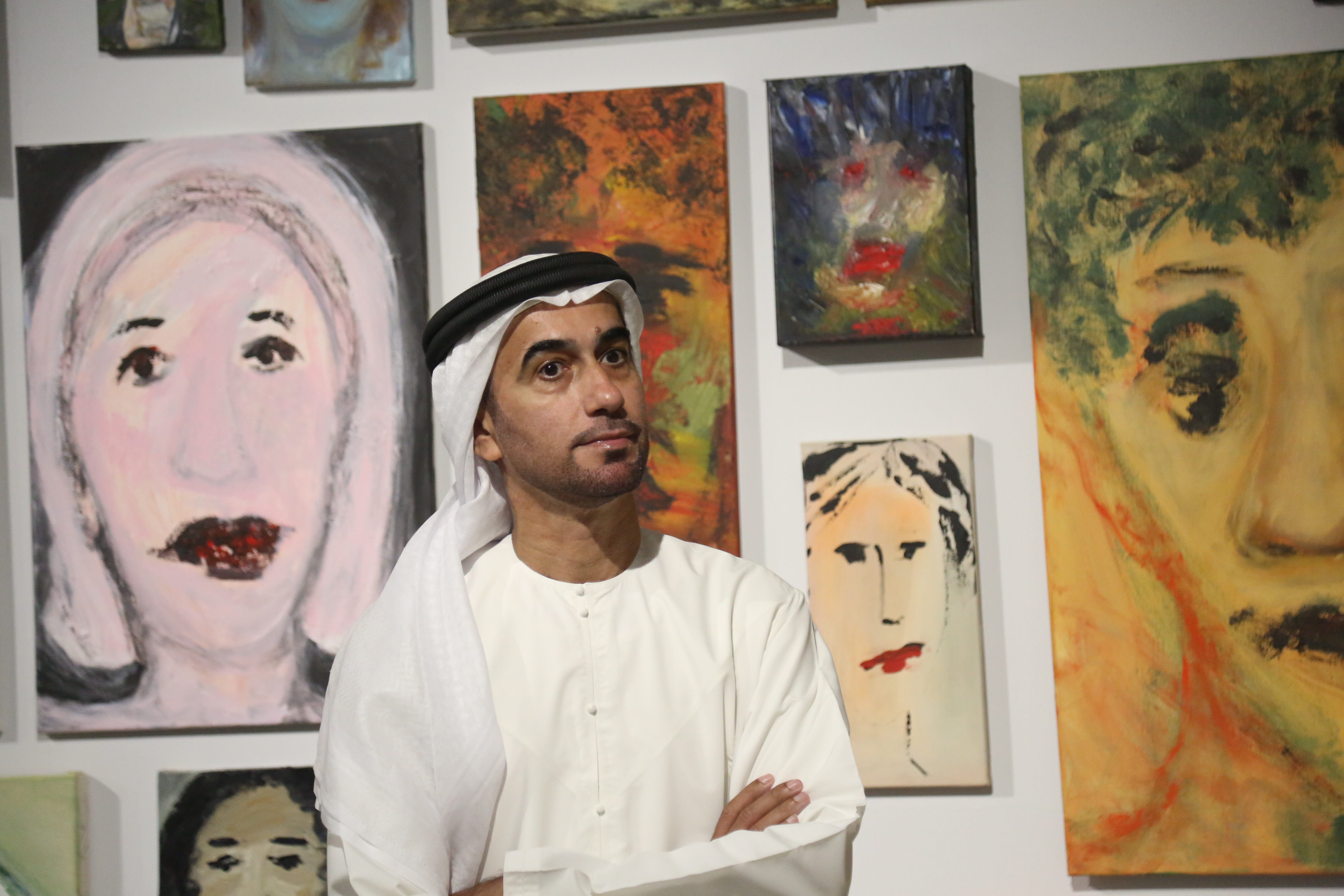
سلطان العميمي في معرض فني لنجوم الغانم

 سلطان العميمي ناقد وشاعر وباحث وقاص من دولة الإمارات العربية المتحدة من مواليد 1974. يشغل منصب مدير أكاديمية الشعر العربي التابعة لهيئة أبوظبي للثقافة والتراث، وصدرت له العديد من المؤلفات الأدبية والنقدية، منها: كتاب «خمسون شاعراً من الإمارات»، ورواية «غرفة واحدة لا تكفي».

## التعليم
- حاصل على درجة الدكتوراه في تخصص السيميائيات وفلسفة الأدب والفنون من كلية الآداب والعلوم الإنسانية في جامعة محمد الخامس في الرباط عام 2023. وكان موضوع رسالته: "المفردات البحرية في المصادر العربية المنشورة حتى القرن الرابع للهجرة - دراسة دلالية سيميائة".[4]
- حاصل على بكالوريوس عام 1996م في علوم الإدارة من جامعة الإمارات.[5]

## حياته المهنية
شغل مناصب عدة من أبرزها:
1. مدير أكاديمية الشعر[6][7] التابعة لهيئة أبو ظبي للثقافة والتراث، وهي أول أكاديمية تخصصية من نوعها على مستوى العالم العربي.
2. عضو لجنة تحكيم مسابقة شاعر المليون[8][9] للشعر النبطي منذ موسمها الأول في عام 2006 - 2007، واستمر عضواً في لجنة تحكيمها منذ الموسم الأول إلى السابع. وتعتبر هذه المسابقة أضخم وأهم مسابقة للشعر النبطي على مستوى العالم العربي.
3. رئيس تحرير مجلة شاعر المليون.[10]
4. رئيس مجلس الإدارة اتحاد كتاب وأدباء الإمارات المؤقت ( منذ 12 نوفمبر 2020 – 23 يونيو 2021).[11][12][13][14]
5. رئيس مجلس الإدارة اتحاد كتاب وأدباء الإمارات المنتخب ( منذ 24 يونيو 2021 – الآن )[15][16][17][18]

## مؤلفاته
نشرت أعماله في الصحف والمجلات العربية، كما ترجمت أعماله إلى لغات عدة، 
من أبرز مؤلفاته:

### الدراسات والسير الذاتية
| الكتاب | صادر عن                                                 | سنة الإصدار | عدد الصفحات | ملاحظات                                  |
| --- | ------------------------------------------------------- | ----------- | ----------- | ---------------------------------------- |
| سالم الجمري : حياته وقراءة في قصائده                                                                       | المجمع الثقافي - أبوظبي                                 | 1999        | 213         | الطبعة الأولى                            |
| علي بن قنبر : حياته وشعره                                                                                  | المجمع الثقافي - أبوظبي                                 | 2001        | 286         |                                          |
| الماجدي علي بن ظاهر : سيرته وأشعاره                                                                        | المؤلف Author                                           | 2004        | 372         |                                          |
| سالم بن علي العويس : حياته وأشعاره العامية                                                                 | المجمع الثقافي - أبوظبي                                 | 2005        | 342         | الطبعة الأولى                            |
| سالم الجمري : حياته وقراءة في قصائده                                                                       | هيئة أبوظبي للثقافة والتراث المجمع الثقافي - أبوظبي     | 2006        | 249         | الطبعة الثانية                           |
| يعقوب الحاتمي - سيرته وأشعاره                                                                              | هيئة أبوظبي للسياحة والثقافة أكاديمية الشعر - أبوظبي    | 2008        | 242         | الطبعة الأولى                            |
| سالم الجمري : حياته وقراءة في قصائده                                                                       | هيئة أبوظبي للسياحة والثقافة أكاديمية الشعر - أبوظبي    | 2013        | 292         | الطبعة الثالثة                           |
| سالم الجمري : حياته وقراءة في قصائده                                                                       | هيئة أبوظبي للسياحة والثقافة أكاديمية الشعر - أبوظبي    | 2014        | 290         | الطبعة الرابعة                           |
| شعراء آل نهيان                                                                                             | هيئة أبوظبي للسياحة والثقافة أكاديمية الشعر - أبوظبي    | 2014        | 358         |                                          |
| سفرجل: ديوان الشاعر راشد الخضر                                                                             | هيئة أبوظبي للسياحة والثقافة أكاديمية الشعر - أبوظبي    | 2015        | 391         | الطبعة الثانية                           |
| أحمد بو سنيده : حياته وأشعاره                                                                              | هيئة أبوظبي للسياحة والثقافة أكاديمية الشعر - أبوظبي    | 2009        | 250         | الطبعة الأولى                            |
| خمسون شاعراً من الإمارات                                                                                    | هيئة أبوظبي للسياحة والثقافة أكاديمية الشعر - أبوظبي    | 2008        | 386         | الطبعة الأولى                            |
| بنت بن ظاهر: أبحاث في قصيدتها وسيرتها الشعبية                                                              | هيئة أبوظبي للسياحة والثقافة أكاديمية الشعر - أبوظبي    | 2008        | 186         | شارك في التأليف: علي بن تميم وغسان الحسن |
| خمسون شاعراً من الإمارات                                                                                    | هيئة أبوظبي للسياحة والثقافة أكاديمية الشعر - أبوظبي    | 2009        | 390         | الطبعة الثانية                           |
| يعقوب الحاتمي - سيرته وأشعاره                                                                              | هيئة أبوظبي للسياحة والثقافة أكاديمية الشعر - أبوظبي    | 2009        | 242         | الطبعة الثانية                           |
| ديوان محمد المطروشي                                                                                        | هيئة أبوظبي للسياحة والثقافة                            | 2011        | 330         | الطبعة الأولى                            |
| خمسون شاعراً من الإمارات                                                                                    | أكاديمية الشعر - أبوظبي                                 | 2012        | 390         | الطبعة الثالثة                           |
| ديوان الشاعر ثاني بن عبود الفلاسي                                                                          | هيئة أبوظبي للسياحة والثقافة أكاديمية الشعر - أبوظبي    | 2014        | 320         | شارك في التأليف : إبراهيم الهاشمي        |
| أشياء من الماضي                                                                                            | هيئة أبوظبي للسياحة والثقافة أكاديمية الشعر - أبوظبي    | 2014        | 280         | شارك في التأليف : حمد خليفة أبو شهاب     |
| سالم بن علي العويس : حياته وأشعاره العامية                                                                 | هيئة أبوظبي للسياحة والثقافة أكاديمية الشعر - أبوظبي    | 2014        | 302         | الطبعة الثانية                           |
| ديوان ناصر العويس: حياته وأشعاره                                                                           | هيئة أبوظبي للسياحة والثقافة أكاديمية الشعر - أبوظبي    | 2017        | 267         | الطبعة الأولى.                           |
| أحمد بو سنيده : حياته وأشعاره                                                                              | أكاديمية الشعر - أبوظبي                                 | 2017        | 270         | الطبعة الثانية                           |
| ديوان محمد المطروشي                                                                                        | هيئة أبوظبي للسياحة والثقافة أكاديمية الشعر - أبوظبي    | 2018        | 352         | الطبعة الثانية                           |
| ديوان محمد بن ثاني بن زنيد: حياته وأشعاره وقصائد لشعراء من أسرته                                           | هيئة أبوظبي للسياحة والثقافة أكاديمية الشعر - أبوظبي    | 2018        | 353         |                                          |
| خجل الحرير: ديوان الشعر النحوي للشاعر راشد الخضر                                                           | هيئة أبوظبي للسياحة والثقافة أكاديمية الشعر - أبوظبي    | 2018        | 283         |                                          |
| لهجات سواحل الخليج العربي في المعاجم العربية بين الإهمال والإقصاء: اللهجة البحرية في دولة الإمارات أنموذجاً | دائرة الثقافة والسياحة - أبوظبي                         | 2019        | 170         |                                          |
| سيميائية الشعرية في القصيدة النبطية عند ناصر العويس                                                        | دائرة الثقافة والسياحة - أبوظبي أكاديمية الشعر - أبوظبي | 2019        | 175         |                                          |
| عن أي عين أتحدث: تأملات في الكتابة والأدب والترجمة والفن                                                   | مداد للنشر والتوزيع                                     | 2020        | 100         | الطبعة الأولى.                           |
| الرحلة الشابورية: 1936 من ميناء دبي إلى أبوظبي (تحقيق)                                                     | دار السويدي للنشر                                       | 2021        |             | [ 29 ]                                   |

### روايات
| الكتاب             | صادر عن                                                           | سنة الإصدار | عدد الصفحات | ملاحظات        |
| ------------------ | ----------------------------------------------------------------- | ----------- | ----------- | -------------- |
| ص.ب:1003           | ثقافة للنشر والتوزين - أبوظبي الدار العربية للعلوم ناشرون - بيروت | 2014        | 238         | الطبعة الأولى  |
| ص.ب:1003           | ثقافة للنشر والتوزين - أبوظبي الدار العربية للعلوم ناشرون - بيروت | 2014        | 238         | الطبعة الثانية |
| ص.ب:1003           | ثقافة للنشر والتوزين - أبوظبي الدار العربية للعلوم ناشرون - بيروت | 2014        | 238         | الطبعة الثالثة |
| غرفة واحدة لا تكفي | منشورات ضفاف في بيروت منشورات الاختلاف في الجزائر                 | 2016        | 216         | الطبعة الأولى  |
| غرفة واحدة لا تكفي | منشورات ضفاف في بيروت منشورات الاختلاف في الجزائر                 | 2016        | 216         | الطبعة الثانية |
| غرفة واحدة لا تكفي | منشورات ضفاف في بيروت منشورات الاختلاف في الجزائر                 | 2017        | 216         | الطبعة الثالثة |

### مجموعات قصصية
| الكتاب                 | صادر عن                                        | سنة الإصدار | عدد الصفحات | ملاحظات        |
| الصفحة 79 من مذكراتي   | كتاب للنشر والتوزيع                            | 2011        | 128         | الطبعة الأولى  |
| الصفحة 79 من مذكراتي   | كتاب للنشر والتوزيع                            | 2012        | 128         | الطبعة الثانية |
| تفاحة الدخول إلى الجنة | مبارك للنشر والتوزيع                           | 2012        | 83          | الطبعة الأولى  |
| تفاحة الدخول إلى الجنة | مبارك للنشر والتوزيع                           | 2012        | 83          | الطبعة الثانية |
| غربان أنيقة            | ثقافة للنشر والتوزيع الدار العربية للعلوم      | 2015        | 92          | الطبعة الأولى  |
| غربان أنيقة            | ثقافة للنشر والتوزيع الدار العربية للعلوم!2014 | 2016        | 92          | الطبعة الثانية |
| إشارة لا تلفت الإنتباه | ثقافة للنشر والتوزيع الدار العربية للعلوم!2014 | 2018        | 128         |                |
| كائن أزرق، أو .. ربما  | دار الساقي                                     | 2021        | 112         | الطبعة الأولى. |
| ---------------------- | ---------------------------------------------- | ----------- | ----------- | -------------- |

## مؤلفات عنه
صدرت عدة دراسات نقدية عن أعمال سلطان العميمي من أبرزها:
| الكتاب                                                                            | المؤلف          | صادر عن                          | سنة الإصدار | عدد الصفحات | ملاحظات |
| مفاتح لغرفة واحدة: معالجة مجهرية تداولية لرواية غرفة واحدة لا تكفي لسلطان العميمي | عبد الملك مرتاض | دار القدس العربي - وهران،الجزائر | 2019        | 264         |         |
| --------------------------------------------------------------------------------- | --------------- | -------------------------------- | ----------- | ----------- | ------- |

## رواية "غرفة واحدة لاتكفي"
```
 دخلت رواية 
"غرفة واحدة لاتكفي"
 في القائمة الطويلة 
للجائزة العالمية للرواية العربية
 لعام 2017، المعروفة باسم «جائزة بوكر العربية».
[
39
]
```